# サン＝ミシェル＝ド＝モンジョワ
サン＝ミシェル＝ド＝モンジョワ （Saint-Michel-de-Montjoie）は、フランス、ノルマンディー地域圏、マンシュ県のコミューン。

## 地理
コミューンはモルタンの北にあり、カルヴァドス県から2kmほどしか離れていない。スルドヴァルの西約11km、サン・スヴール・カルヴァドスの南約11km、ブレセの東約13km、ヴィールの南西約16km、ヴィルデュー・レ・ポエルの南東約20kmにある。

## 由来
定住地の名前はSancto Michaele de Monte Gaudiiのつづりで証明されている。ここはモン・サン・ミシェルからの巡礼者が通過する場所であり、そのためにサン＝ミシェルの名が付けられた。教区は大天使ミシェルと、ラテン語のmonsとgaudiaから派生したモンジョワ（montjoie）に捧げられた。monsは『山』（mont）であり、gaudiaは『喜び』（joie）を意味する。中世において、この地は巡礼の途中の目印となる土地だったのだろう。
モン・サン・ミシェルは、天候に恵まれれば、町の高台から見ることが可能だった。これは東からやってきた巡礼者たちが初めてモン・サン・ミシェルを見る機会であった。
コミューンは1921年に現在の名称となるまでは、単にモンジョワという名であった。

## 人口統計
| 1962年 | 1968年 | 1975年 | 1982年 | 1990年 | 1999年 | 2006年 | 2012年 |
| ------ | ------ | ------ | ------ | ------ | ------ | ------ | ------ |
| 788    | 756    | 642    | 504    | 462    | 371    | 348    | 310    |

source=1999年までLdh/EHESS/Cassini、2004年以降INSEE